# Louise Maraval
Louise Maraval (Cholet, 31 luglio 2001) è un'ostacolista e velocista francese che ha vinto la medaglia d'argento ai campionati europei nei 400 metri ostacoli.

## Biografia
Nata a Cholet in Francia, ma cresciuta a La Verrie in Vandea, ha iniziato a praticare atletica leggera a 10 anni a Saint-Laurent-sur-Sèvre.
il 12 giugno 2024 vince la medaglia d'argento nei 400 metri ostacoli ai campionati europei di Roma stabilendo il suo nuovo personale, a fine giugno vince i campionati francesi scendendo per la prima volta sotto ai 54 secondi.
Ai Giochi olimpici di Parigi giunge ottava nella finale dei 400 metri ostacoli

## Record nazionali
Seniores
- Staffetta 4x400 m mista: 3'21"41 ( Parigi, 10 agosto 2024) (Sounkamba Sylla, Shana Grebo, Amandine Brossier, Louise Maraval)
- Staffetta 4x400 m: 3'10"60 ( Parigi, 2 agosto 2024) (Muhammad Kounta, Louise Maraval, Téo Andant, Amandine Brossier)

## Progressione

### 400 metri ostacoli
| Stagione | Misura | Luogo  | Data      | Rank. Mond. |
| -------- | ------ | ------ | --------- | ----------- |
| 2024     | 53"71  | Angers | 30-6-2024 |             |
| 2023     | 55"83  | Espoo  | 16-7-2023 |             |
| 2022     | 57"22  | Albi   | 10-7-2022 |             |
| 2021     | 59"55  | Angers | 15-5-2021 |             |

## Palmarès
| Anno | Manifestazione   | Sede      | Evento        | Risultato | Prestazione | Note                                            |
| ---- | ---------------- | --------- | ------------- | --------- | ----------- | ----------------------------------------------- |
| 2019 | Europei U20      | Borås     | Eptathlon     | 14ª       | 5239 pt     |                                                 |
| 2019 | Europei U20      | Borås     | 4x400 m       | Batteria  | 3'43"24     |                                                 |
| 2021 | Europei U23      | Tallinn   | Eptathlon     | 8ª        | 5725 pt.    |                                                 |
| 2021 | Europei U23      | Tallinn   | 4x400 m       | Argento   | 3'30"33     |                                                 |
| 2022 | Mediterraneo U23 | Pescara   | 400 m hs      | Argento   | 57"73       |                                                 |
| 2022 | Mediterraneo U23 | Pescara   | 4x400 m       | Bronzo    | 3'43"61     |                                                 |
| 2023 | Europei U23      | Espoo     | 400 m hs      | Argento   | 55"83       | Miglior prestazione personale                   |
| 2023 | Europei U23      | Espoo     | 4x400 m       | Oro       | 3'30"60     | Miglior prestazione europea stagionale under 23 |
| 2023 | Mondiali         | Budapest  | 4x400 m       | 9ª        | 3'28"35     | [ 4 ]                                           |
| 2023 | Mondiali         | Budapest  | 4x400 m mista | 4ª        | 3'12"99     | [ 5 ] [ 4 ]                                     |
| 2024 | World Relays     | Nassau    | 4x400 m mista | 6ª        | 3'17"38     |                                                 |
| 2024 | Europei          | Roma      | 400 m hs      | Argento   | 54"23       | Miglior prestazione personale                   |
| 2024 | Europei          | Roma      | 4x400 m       | 5ª        | 3'23"77     |                                                 |
| 2024 | Europei          | Roma      | 4x400 m mista | Finale    | dq          | [ 6 ]                                           |
| 2024 | Giochi olimpici  | Parigi    | 400 m hs      | 8ª        | 54"53       | [ 7 ] [ 8 ]                                     |
| 2024 | Giochi olimpici  | Parigi    | 4x400 m       | 5ª        | 3'21"41     | [ 9 ]                                           |
| 2024 | Giochi olimpici  | Parigi    | 4x400 m mista | Finale    | dq          | [ 10 ] [ 11 ]                                   |
| 2025 | Europei indoor   | Apeldoorn | 4x400 m       | 5ª        | 3'25"80     | Record nazionale                                |
| 2025 | World Relays     | Guangzhou | 4x400 m       | 6ª        | 3'26"87     |                                                 |

## Campionati nazionali
- 2 volte campionessa nazionale francese dei 400 m ostacoli (2023, 2024)

2021
- Argento ai campionati francesi under 23 (Oyonnax), eptathlon - 5650 pt
- 6ª ai campionati francesi (Angers), 200 m piani - 23"84
- 6ª ai campionati francesi (Angers), salto in lungo - 6,06 m

2022
- 9ª ai campionati francesi indoor (Miramas), salto in lungo - 6,01 m
- Oro ai campionati francesi under 23 (Amiens), eptathlon - 5745 pt

2023
- Argento ai campionati francesi indoor (Aubiére), 400 m piani - 52"85
- Oro ai campionati francesi (Albi), 400 m hs - 55"85

2024
- Argento ai campionati francesi indoor (Miramas), 400 m piani - 52"00
- Oro ai campionati francesi (Angers), 400 m hs - 53"71

## Altre competizioni internazionali
2018
- Argento alle Gymnasiadi ( Marrakesh), salto in lungo - 5,78 m

2024
- 7ª al Golden Gala Pietro Mennea ( Roma), 400 m hs - 55"16
- 7ª al Weltklasse Zürich ( Zurigo), 400 m hs - 55"54